# Pressana
Pressana är en ort och kommun i provinsen Verona i regionen Veneto i Italien. Kommunen hade 2 523 invånare (2018).